# (1845) Helewalda
(1845) Helewalda est un astéroïde de la ceinture principale.

## Description
(1845) Helewalda est un astéroïde de la ceinture principale. Il fut découvert le 30 octobre 1972 à l'observatoire Zimmerwald par Paul Wild. Il présente une orbite caractérisée par un demi-grand axe de 2,97 UA, une excentricité de 0,06 et une inclinaison de 10,7° par rapport à l'écliptique.

## Compléments
Paul Wild, qui avait pris l'habitude de bousculer à maintes reprises, mais avec élégance, les règles solidement ancrées de l'Union astronomique internationale par ses schémas de dénomination originaux et souvent subtils, forma le nom qu'il choisit pour cette découverte d'après le prénom d'une camarade de classe, Helen Schaufelberger (épouse Gachnang), originaire de Wald (d'où "Hele"-"Walda"), et qui avait été avec lui diplômée de mathématiques de l'école cantonale de Trogen, dans le canton d'Appenzell Rhodes-Extérieures.